# 事前確率
事前確率（じぜんかくりつ、英: prior probability）とは条件付き確率の一種で、証拠がない条件で、ある変数について知られていることを確率として表現するものである。先験確率（せんけんかくりつ）、アプリオリ確率ともいう。
対になる用語が事後確率で、これは証拠を考慮に入れた条件での変数の条件付き確率である。事後確率はベイズの定理により、事前確率に尤度関数を掛けて得られる。
事前確率と事後確率は、従来の頻度主義統計学では用いられない、ベイズ統計学の用語である。なお本項では「変数」という用語を、観測できる確率変数のほかに、観測できない（隠れた）変数、母数あるいは仮説も含めて用いている。

## 事前確率分布
ベイズ推定では、不確定な量 p（たとえば p は将来の選挙で、ある政治家Aに投票する有権者の割合）の事前確率分布 Prior probability distribution（これを事前分布 Priorと略すことが多い）は、データ（たとえば世論調査）が得られる前にある人が（主観的に）抱いている p についての不確かさを表す確率分布である。これは不確定な量のランダムさではなく、信念が弱いという意味の不確かさである。ベイズの定理を応用し、事前確率に尤度関数をかけて規格化する（合計量または積分量を1とする）ことで、事後確率分布が得られる。これはデータが与えられた場合の不確定量の条件付き確率である。
事前確率は純粋に主観的な経験者の評価を意味することが多く、事前に持っている情報を表すと解釈される。事前分布として具体的にどのようなものを用いるかは場合によって異なり、また人によって考え方も異なる。分散に関して情報がある場合（例えば、今日までの毎日定時の気温から、明日の定時の気温を予想する場合）を情報事前分布と呼ぶ。それに比較して情報がない場合を無情報事前分布 (non-informative prior distribution) という。後者の場合には広く薄い信念を表明している形状が望まれ、その一類型として一様分布があるが、これ以外にも多数の理論分布が存在する。無情報的事前分布は公的分析に用いられる。
また事前分布と事後分布が同じ確率分布族に属すことを仮定する共役事前分布も用いられる。